# Свещена лига на папа Климент VIII
Свещената лига на папа Климент VIII е организирана като християнски съюз срещу Османската империя по време на дългата война.
След избухването на дългата война, папа Климент VIII изпраща мисии до императора на Свещената Римска империя Рудолф II, краля на Испания и Португалия - Филип II.  В началото на 1594 г. папата изпраща свещеника Александър Комулович в Централна и Източна Европа на специална мисия с цел да убеди владетелите на Трансилвания, Молдавия и Влахия, както и до Руското царство, с цел всички те да се присъединят към един съюз срещу османците.  Комулович също така се опитва да привлече за каузата и запорожките казаци.  Комулович също и апелира към сърбите да се освободят от османска власт. 
Папа Климент VIII субсидира Хабсбургите с 600 000 скуди в годините 1594-95.  Папата обаче призова Испания и Венеция напразно, вероятно защото последната се ползва от Валиде султан в Константинопол, които по това време са венецианки.  Пропада и надеждата му, че шведският крал Сигизмунд III Васа ще се бори османците като крал на Полша.  През 1597 г. и 1598 г. папа Климент VIII изпраща на два пъти помощи на племенника си в Унгария.  За разлика от католическата дейност в Османска Унгария, папа Климент VIII не подкрепя сръбското херцеговинско въстание. 
В рамките на инициативата е подписан съюзен договор в Прага от император Рудолф II и Сигизмунд Батори в 1595 г. Арон Тиран владетел на Молдавия и Михай Витязул владетел на Влахия, също се присъединяват към свещената лига по-късно през тази година. Самият папа Климент VIII оказва ценна помощ в хора и пари на участниците в свещената лига под негова егида.
По това време е написано и „Царството на славяните“.